# Мартыненко, Владимир Фёдорович
Владимир Фёдорович Мартыненко (1922—2002) — полковник Советской Армии, участник испытаний ядерного оружия на Новой Земле, Герой Советского Союза (1962).

## Биография
Владимир Мартыненко родился 15 сентября 1922 года в городе Щегловске (ныне — Кемерово). После окончания семи классов школы работал токарем на заводе, занимался в аэроклубе. В 1941 году Мартыненко был призван на службу в Рабоче-крестьянскую Красную Армию. В 1943 году он окончил Новосибирскую военную авиационную школу пилотов. С 1954 года занимался лётно-испытательской работой. Во время подготовки к испытанию на Новой земле самого мощного за всю практику ядерных испытаний термоядерного заряда подполковник Владимир Мартыненко был назначен ведущим лётчиком испытаний ядерного оружия.
Испытания прошли 30 октября 1961 года на мысу Сухой Нос в 15 километрах от губы Митюшиха к северу от пролива Маточкин Шар. За испытаниями следила правительственная комиссия во главе с Маршалом Советского Союза Москаленко. Мартыненко был командиром самолёта-лаборатории Ту-16А (серийный, оборудованный для наблюдения за испытаниями) бортовой номер № 3709 . Взрыв был произведён в 11 часов 33 минуты на высоте 4000 метров над целью. Данные испытания явились крупным технологическим достижением науки того времени.
Указом Президиума Верховного Совета СССР от 7 марта 1962 года за «мужество и героизм, проявленные при проведении воздушных ядерных испытаний», подполковник Владимир Мартыненко был удостоен высокого звания Героя Советского Союза с вручением ордена Ленина и медали «Золотая Звезда» за номером 11131.
В 1964 году в звании полковника Мартыненко был уволен в запас. Проживал в Сочи. Умер 18 апреля 2002 года, похоронен на Старом кладбище Сочи.
Был награждён тремя орденами Ленина (11.09.1956, 10.11.1958, 07.03.1962), орденами Красного Знамени (22.02.1955), Отечественной войны 2-й степени (06.04.1985) и Красной Звезды (30.12.1956), рядом медалей.